# Bohdan Mroziewicz

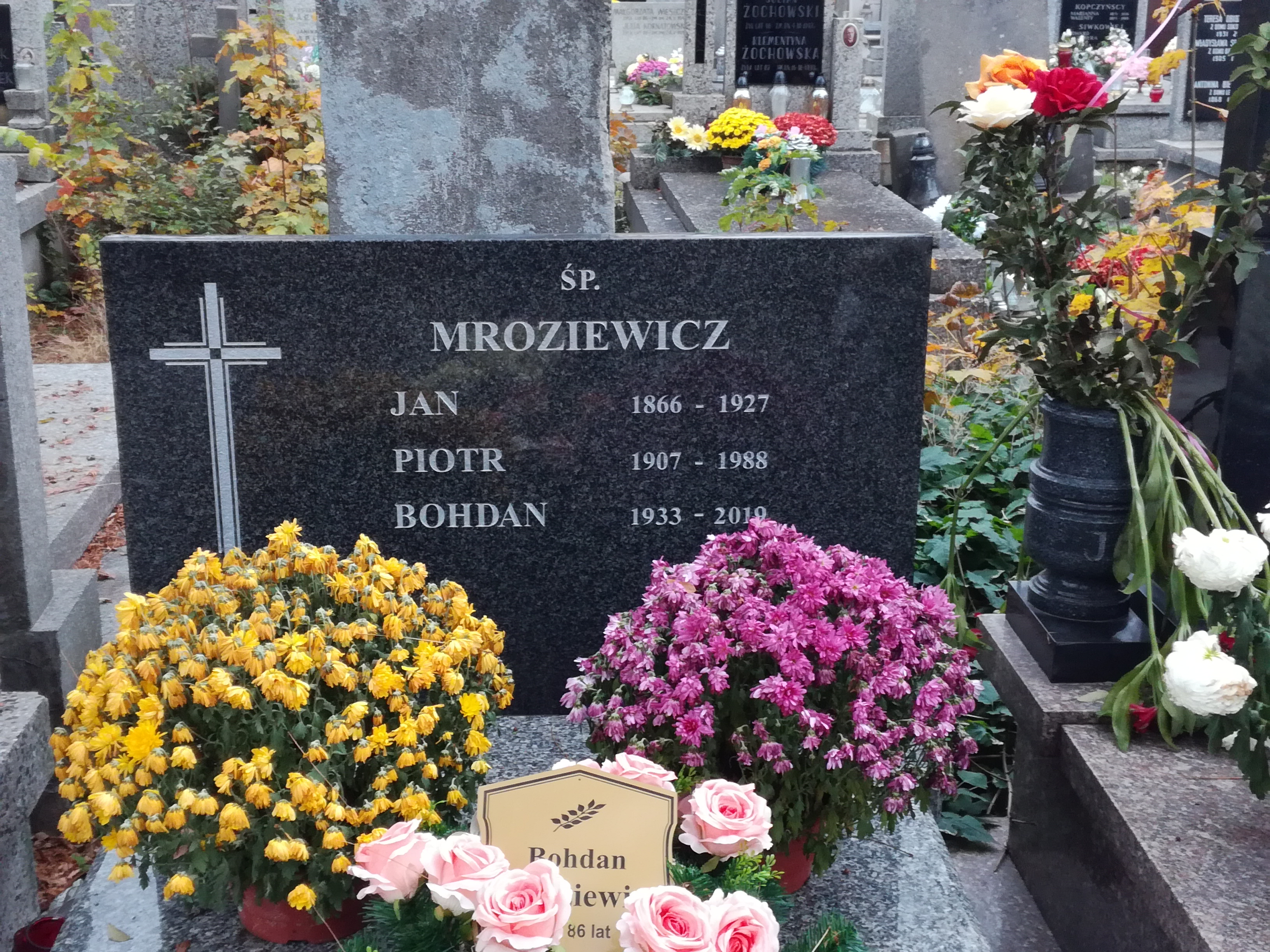
Grób prof. Bohdana Mroziewicza na cmentarzu Bródnowskim

Bohdan Waldemar Mroziewicz (ur. 6 września 1933 w Piastowie, zm. 4 września 2019 w Warszawie) – polski profesor elektroniki w specjalności optoelektronika, twórca pierwszej polskiej diody LED oraz pierwszego polskiego lasera półprzewodnikowego, członek korespondent Towarzystwa Naukowego Warszawskiego.

## Życiorys
Absolwent VI Liceum Ogólnokształcącego im. Tadeusza Reytana w Warszawie (1950), Wydziału Łączności Politechniki Warszawskiej i Imperial College w Londynie. Pracował w Instytucie Technologii Elektronowej. W 1964 uzyskał stopień naukowy doktora na podstawie rozprawy Pewne zagadnienia optymalizacji parametrów diod tunelowych, obronionej w Instytucie Podstawowych Problemów Techniki PAN (promotor Janusz Groszkowski), a w 1972 habilitował się na Politechnice Warszawskiej. 27 kwietnia 1984 otrzymał tytuł profesora nauk technicznych. Pełnił funkcję członka prezydium Komitetu Elektroniki i Telekomunikacji PAN. Pochowany na cmentarzu Bródnowskim w Warszawie (kwatera 24D-6-8).

## Publikacje książkowe
- Warunki wzbudzenia lasera złączowego przy zasilaniu prądem stałym, Państwowe Wydawnictwo Naukowe, Warszawa 1968[9]
- Lasery półprzewodnikowe, Państwowe Wydawnictwo Naukowe, Warszawa 1985 (wraz z Maciejem Bugajskim i Włodzimierzem Nakwaskim)[10]
- Emitery i fotodetektory półprzewodnikowe, Państwowe Wydawnictwo Naukowe, Warszawa 1988[11]
- Diody elektroluminescencyjne emitujące podczerwień, Państwowe Wydawnictwo Naukowe, Warszawa 1990[12]
- Szerokopasmowe sieci światłowodowe: XV Krajowa Szkoła Optoelektroniki, 29 maja – 2 czerwca 2000. Rabka Zdrój. Z. 2, Polska Fundacja Nauk Telekomunikacyjnych im. Prof. Janusza Groszkowskiego, Warszawa 2000[13]